# Clemens Prokop

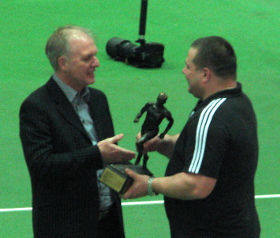
Clemens Prokop (links) übergibt Ralf Bartels den Rudolf-Harbig-Gedächtnispreis (2013)

Clemens Prokop (* 26. März 1957 in Regensburg) ist ein deutscher Jurist, Sportfunktionär und ehemaliger Leichtathlet. Er war von 2001 bis 2017 Präsident des Deutschen Leichtathletik-Verbandes.

## Leben
Prokop wuchs in Saal an der Donau auf, wo sein Vater Rektor der Volksschule war. In den 1970er Jahren begann er mit dem Leistungssport im leichtathletischen Mehrkampf. 1975 wechselte Prokop vom SV Saal zur Leichtathletik-Gemeinschaft Regensburg, wo er von Wolfgang Wattolik trainiert wurde. Im selben Jahr wurde er Deutscher Jugend-Hallenmeister im Weitsprung. 1977 wurde Prokop erstmals in die Nationalmannschaft berufen. Nach dem Abitur am Gymnasium Kelheim begann Prokop 1976 mit dem Studium der Rechtswissenschaften an der Universität Regensburg.
1979 beendete er seine aktive sportliche Laufbahn zugunsten einer Karriere als Jurist und legte das erste juristische Staatsexamen ab. 1984 folgte das zweite juristische Staatsexamen. Nachfolgend wirkte Prokop als Richter am Landgericht Landshut und als Staatsanwalt in Regensburg. Im Jahre 2000 promovierte er mit der Arbeit Die Grenzen des Dopingverbots zum Dr. jur. Von 2004 bis 2011 war Prokop Direktor des Amtsgerichtes Kelheim, seit 2011 war er Direktor des Amtsgerichtes Regensburg. Mit Wirkung zum 16. Juni 2019 wurde Prokop zum Leitenden Oberstaatsanwalt der Staatsanwaltschaft Regensburg ernannt. Ab 1. August 2020 war Prokop Präsident des LG Landshut. Von Juli 2023 bis zum Eintritt in den Ruhestand Ende März 2024 war er Präsident des LG Regensburg.
1993 wurde Prokop Rechtswart des Deutschen Leichtathletik-Verbandes und 1997 dessen Vizepräsident. 2000 wurde Prokop in die Rechtskommission der International Association of Athletics Federations berufen. Als Nachfolger von Helmut Digel wurde Prokop im Jahre 2001 zum Präsidenten des Deutschen Leichtathletik-Verbandes gewählt. Ende 2017 wurde Jürgen Kessing zu seinem Nachfolger gewählt. Zwischen 2002 und 2004 gehörte Prokop der Anti-Doping-Kommission der European Athletic Association an. 2012 wurde er mit dem Bundesverdienstkreuz am Bande ausgezeichnet. 2017 erhielt er die Ehrennadel des Deutschen Olympischen Sportbundes.
Seit November 2018 ist Prokop Vorsitzender des Vereins „Freunde des Regensburger Domchors“.
Prokop ist mit der Direktorin des Amtsgerichts Regensburg, Birgit Eisvogel, verheiratet.

## Publikationen
- Clemens Prokop: Die Grenzen der Dopingverbote, Diss., Nomos Verlag, Baden-Baden 2000, ISBN 978-3-7890-6968-0.

## Trivia
Als amüsantesten Fall seiner juristischen Karriere bezeichnet Prokop eine Zivilsache mit der Frage, ob die Kosten für 100 Messen, die ein Scheinerbe für den Toten habe lesen lassen, damit dieser sicher ins Himmelreich komme, notwendig gewesen seien oder an den Erben zu erstatten waren.